# Anne Focan
Anne Focan (Namen, 18 november 1961) is een Belgisch voormalig schutster.

## Levensloop
Focan nam tweemaal deel aan de Olympische Zomerspelen, met name in 1996 en 2000. Op de Spelen van 1996 te Atlanta eindigde ze op een 20e plaats in de eindrangschikking van het onderdeel 'trap'. Op de Spelen van 2000 te Sydney werd ze vierde in de eindstand van het onderdeel 'trap' en zevende in die van het onderdeel 'dubbele trap'.
Tevens nam Focan deel aan 17 Europese kampioenschappen (1981, 1991, 1993-2000 en 2013-2019), waarbij ze eenmaal goud (1997 te Sipoo) en tweemaal brons (1996 te Tallinn en 2019 te Lonato) behaalde in het onderdeel 'dubbele trap'. Daarnaast behaalde ze er tweemaal goud (1997 te Sipoo en 2000 te Montecatini Terme) in het onderdeel 'trap'. Ook nam ze deel aan tien wereldkampioenschappen (1993-1995, 1998, 1999, 2014, 2015 en 2017-2019), waarbij ze driemaal in de 'top 10' eindigde. Ze werd er tweemaal zesde (1993 te Barcelona en 1995 te Nicosia) en eenmaal negende (1999 te Tampere) in het onderdeel 'trap'. Haar beste ranking (13e) op een WK in het onderdeel 'dubbele trap' bereikte ze te Barcelona in 1998.
Ten slotte behaalde Focan tal van ereplaatsen in Wereldbeker-westrijden. Tweemaal haalde er een medaille: In 2000 te Lonato zilver in het onderdeel 'trap' en in 1998 te Caïro brons in het onderdeel 'dubbele trap'. Op de Wereldbekerfinale te Nicosia in 2000 behaalde ze brons in het onderdeel 'trap'.